# Place du Vingt-Deux-Novembre-1943
Pour les articles homonymes, voir Vingt-Deux-Novembre.
La place du Vingt-Deux-Novembre-1943 ou place du 22-Novembre-1943 est une voie située dans le quartier de la Plaine-de-Monceaux et le quartier des Ternes du 17e arrondissement de Paris.

## Situation et accès
La place du Vingt-Deux-Novembre-1943 est desservie par la ligne 3 à la station Porte de Champerret.

## Origine du nom
Le nom de cette place commémore la date d'indépendance du Liban reconnue par un traité signé entre la France et ce pays en 1936 et qui prit effet le 22 novembre 1943.

## Historique
La place est créée et prend sa dénomination actuelle le 8 mars 2007.